# Matthias von Jagow

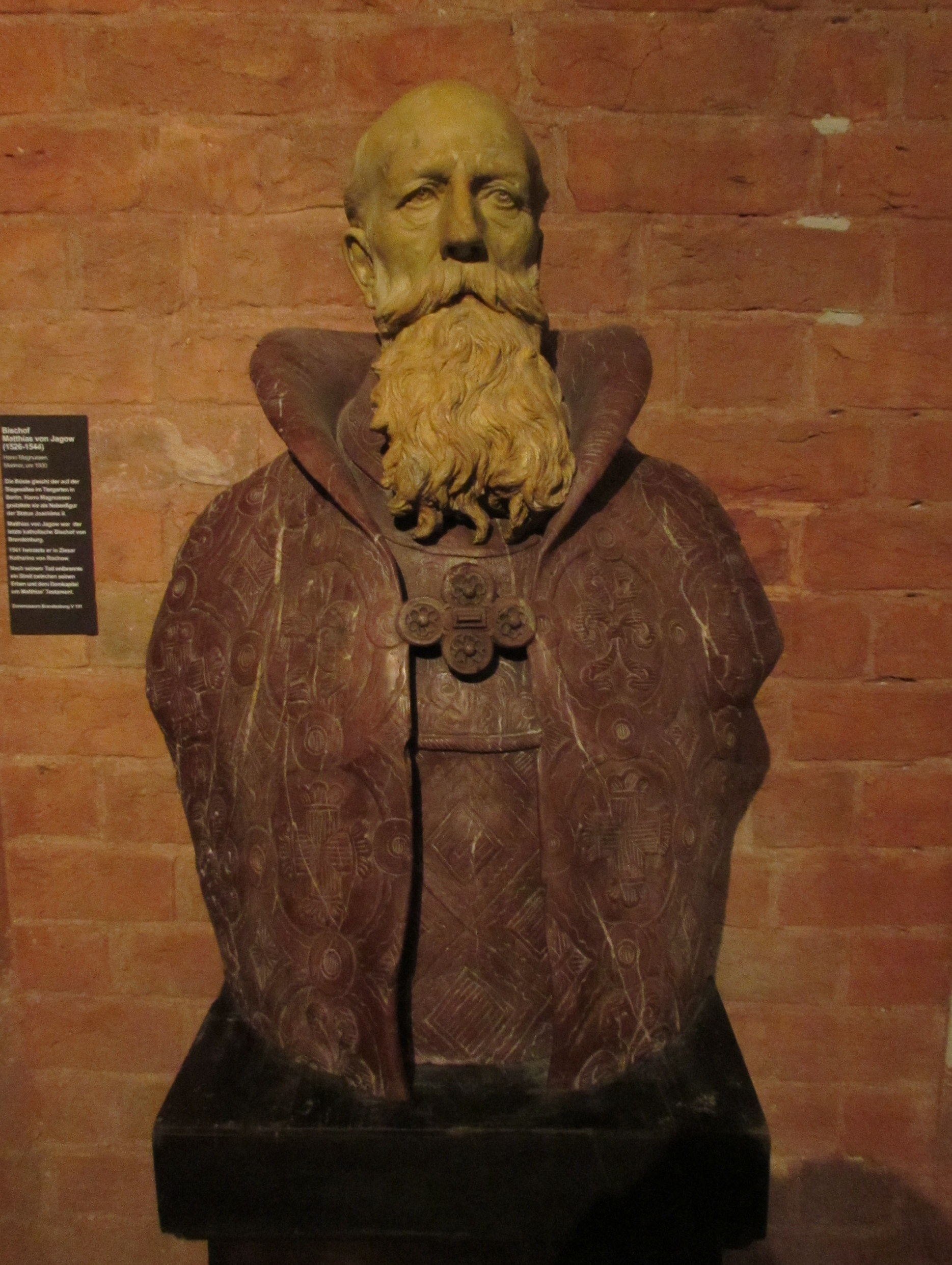
Matthias von Jagow; Büste von Harro Magnussen; „um 1900“; Dommuseum Brandenburg

Matthias von Jagow (* 1480 in Aulosen, Altmark; † 1544) war von 1527 bis 1544 Bischof von Brandenburg und Reformator Brandenburgs.

## Leben und Wirken

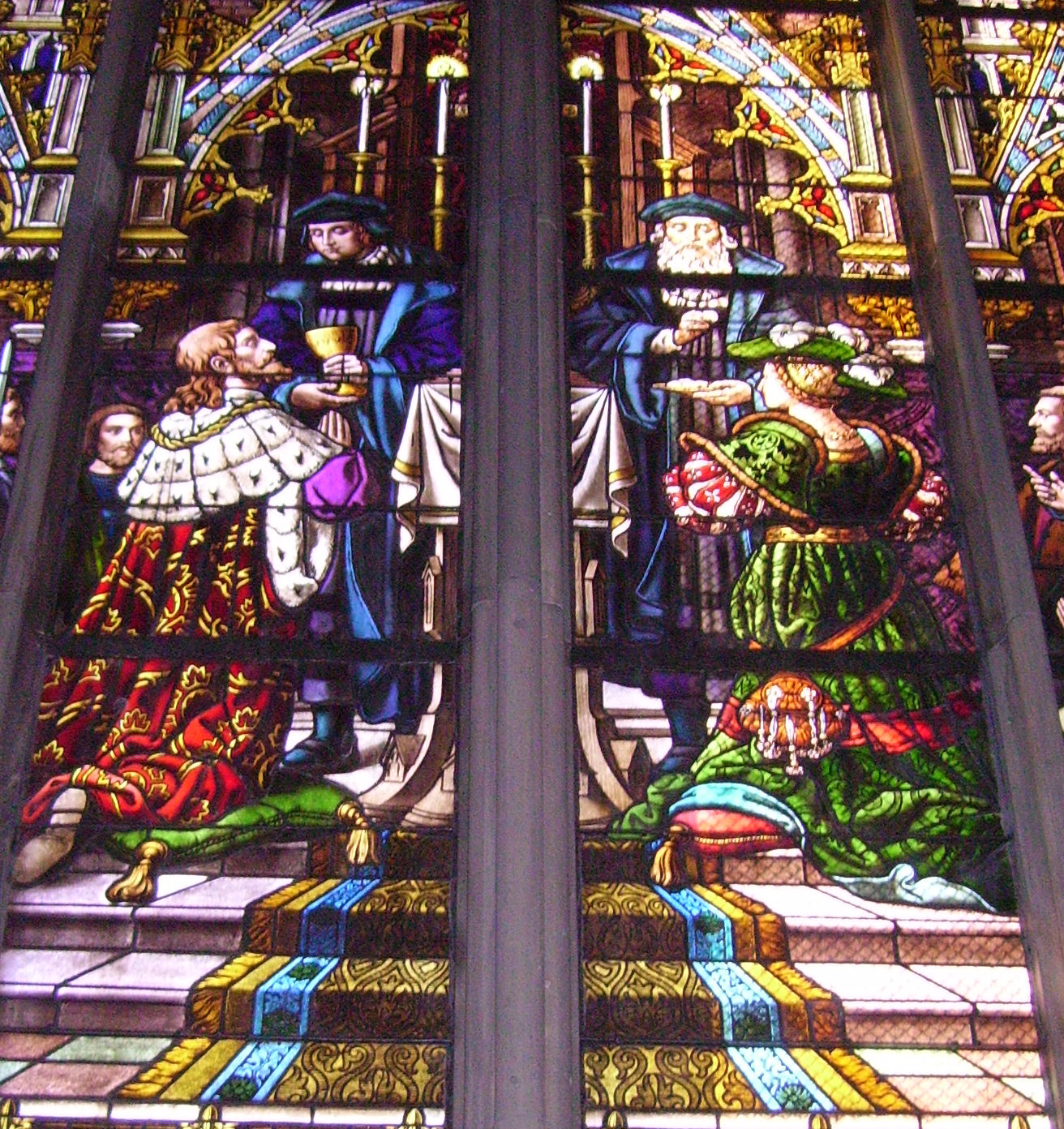
Ausschnitt eines Fensters in der Gedächtniskirche in Speyer: Joachim II. empfängt durch Bischof Matthias von Jagow das Abendmahl

Er stammte aus dem alten Adelsgeschlecht der von Jagow aus der Altmark, studierte Theologie und Jurisprudenz und wurde unter anderem Propst des Benediktinerinnenklosters zu Spandau. 1527 wurde Jagow als Nachfolger entschiedener Gegner Martin Luthers (Hieronymus Schulz und Dietrich IV. von Hardenberg) zum Bischof von Brandenburg gewählt. Die päpstliche Bestätigung der Wahl wurde im Jahr 1532 mit der Auflage gewährt, die fehlenden Weihen nachzuholen. Dieser Forderung kam Jagow, der nur die Weihe zum Subdiakon empfangen hatte, jedoch nicht nach.
Obwohl von der Notwendigkeit kirchlicher Reformen überzeugt, begnügte er sich doch bei Lebzeiten des reformfeindlichen Kurfürsten Joachim I. mit der Abstellung von Missbräuchen und der Besserung des Klerus. Als einflussreichster Ratgeber Joachims II. bewog er diesen zum Übertritt zur lutherischen Reformation, reichte ihm am 1. November, dem Berliner Magistrat am 2. November 1539 das Abendmahl in beiderlei Gestalt und leitete 1541 die erste Kirchenvisitation in der Mark, woraus die Reformation durchgeführt wurde; auch verheiratete er sich 1541 auf Drängen seines Kurfürsten mit Catharina von Rochow-Gollwitz. Die Hochzeit fand in Anwesenheit des Kurfürsten, des Bischofs Busso von Havelberg und Mitgliedern der Familien von Rochow, Gans zu Putlitz, von Bülow, von Jagow, von Quitzow, von Alvensleben, von der Schulenburg und von Thümen statt. Der Braut war als Leibgedinge das Dort Wachow ausgesetzt worden. Drei Jahre später, nach dem Tod des Ehemannes, wurde es ihr Besitz.
Dem Bergfried seiner Residenz Burg Ziesar ließ er bereits um 1535 als Zeichen für die kirchlichen Nutzung der Burg die sogenannte Bischofsmütze aufsetzen. Er starb 1544 in Ziesar. Aus einer früheren außerehelichen Beziehung mit Else Fingerlein stammten zwei Kinder.

## Denkmalbüste in der Siegesallee

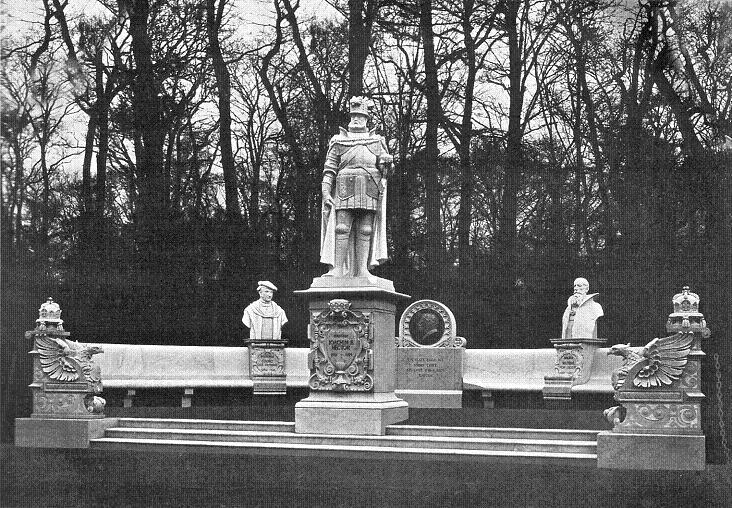
Denkmalgruppe 20 in der Siegesallee mit der Büste Matthias von Jagows (rechts)

Für die Berliner Siegesallee gestaltete der Bildhauer Harro Magnussen eine Büste von Jagows als Nebenfigur zum Denkmal von Joachim II. in der Denkmalgruppe 20, deren zentrales Thema die Darstellung der Reformation war. Magnussen stellte den Bischof als älteren bärtigen Mann mit einem dekorativ hochgeschlagenen Kragen dar. Da kein Porträt vorhanden war, ersuchte Magnussen den Auftraggeber der Siegesallee, Kaiser Wilhelm II., Martin Luther statt von Jagow als Nebenfigur modellieren zu dürfen; für Luther war das in der Mitte abgebildete Bronzemedaillon mit einem Porträtrelief vorgesehen.

„Ich wage diesen Vorschlag zu machen, da in Johann Sebastian Bach als Nebenfigur bei Friedrich dem Großen insofern ein gleiches Beispiel geschaffen ist, als Bach auch kein Brandenburger war.“

Der Kaiser beschied die Anfrage abschlägig.